# Katafrakt

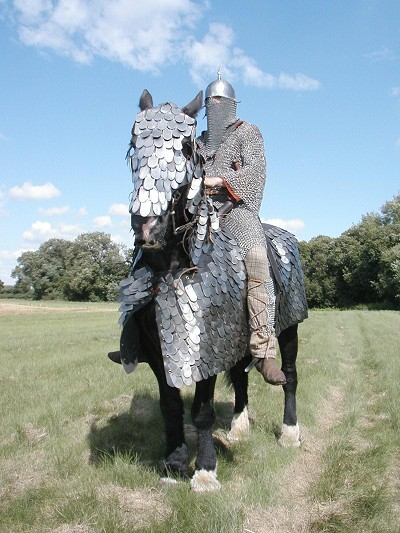
Historická rekonstrukce katafrakta z doby Sasánovců s kompletní sadou šupinového brnění pro koně. Jezdec je vybaven kroužkovým brněním.

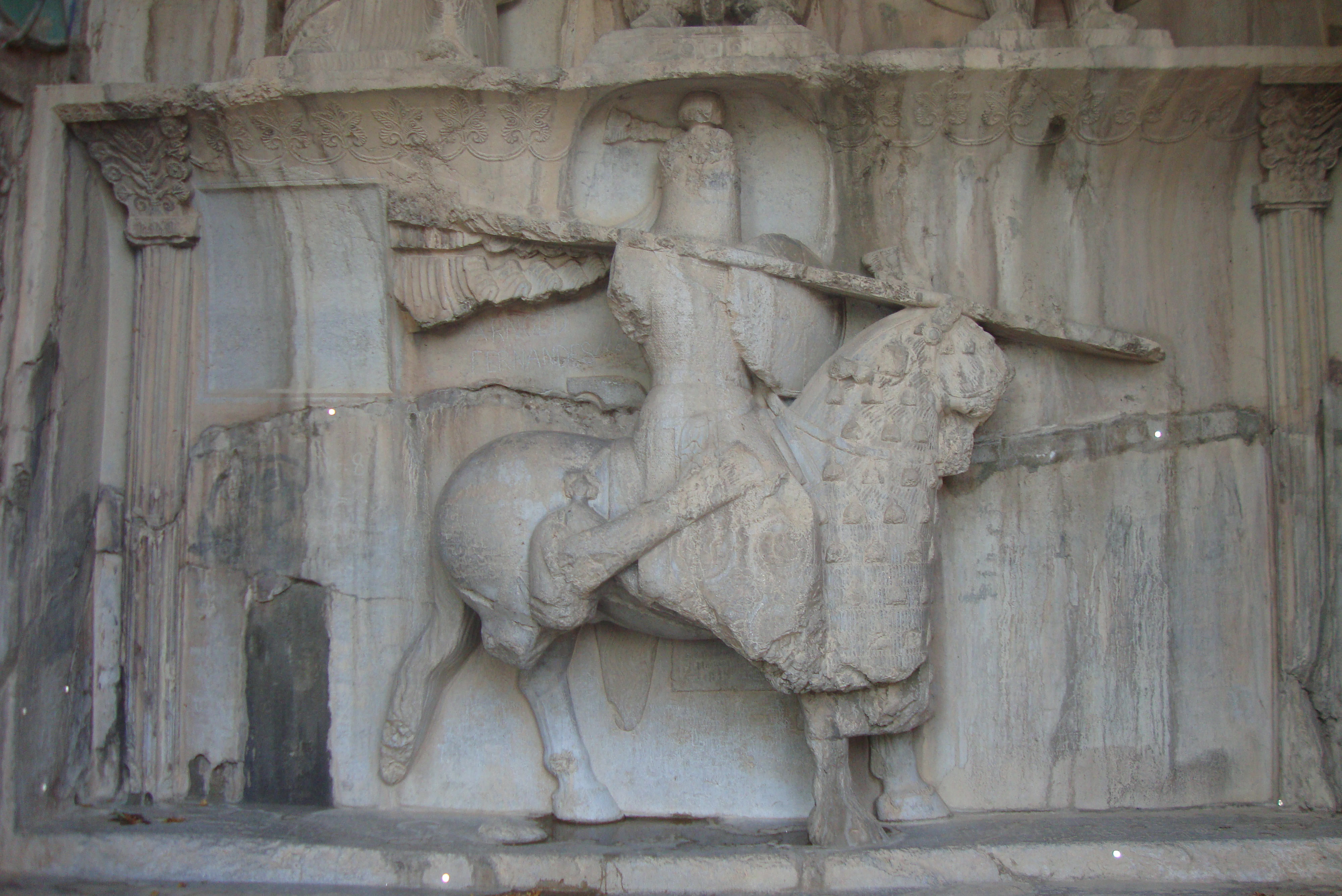
Starověký reliéf perského katafrakta sásánovské doby ve skalní oblasti Ták-i Bustán (na okraji dnešního Kermánšáhu, Írán) – zobrazuje jezdce v přepychové zbroji, patřícího k nejvyšší nobilitě

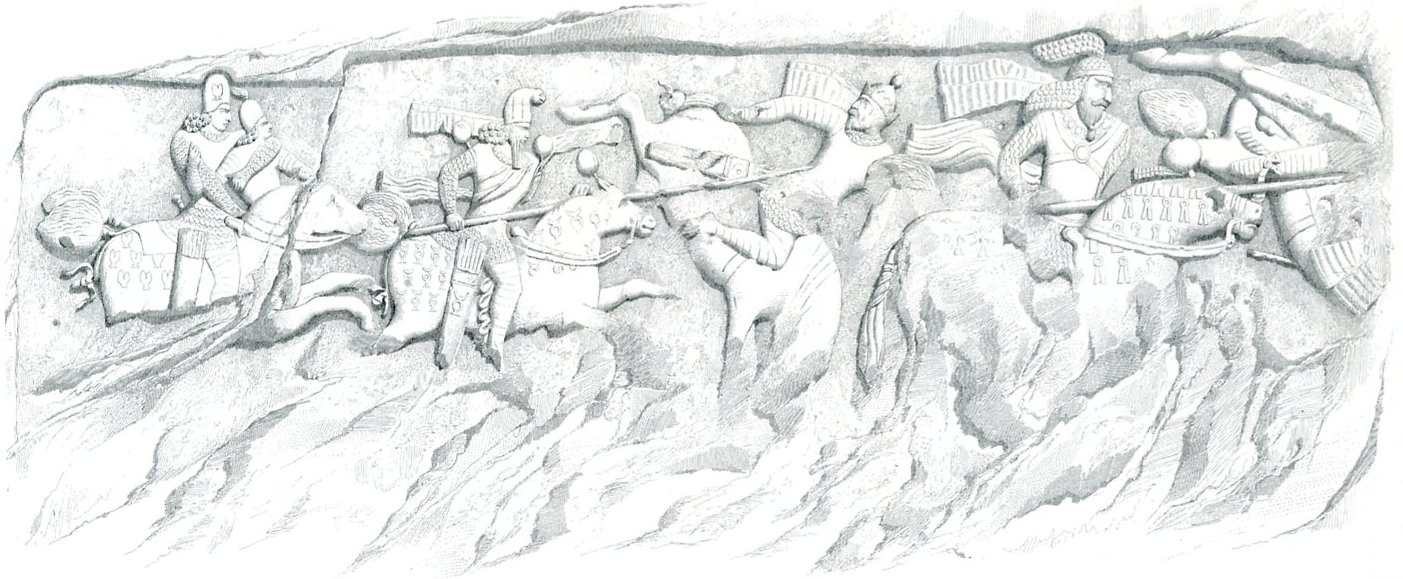
Perští katafrakti v útoku (kresba skalního reliéfu z Fírúzábádu, zobrazující bitvu mezi Ardašírem I. a Artabanem IV. roku 224); ze scény je dobře patrná velká délka kontu

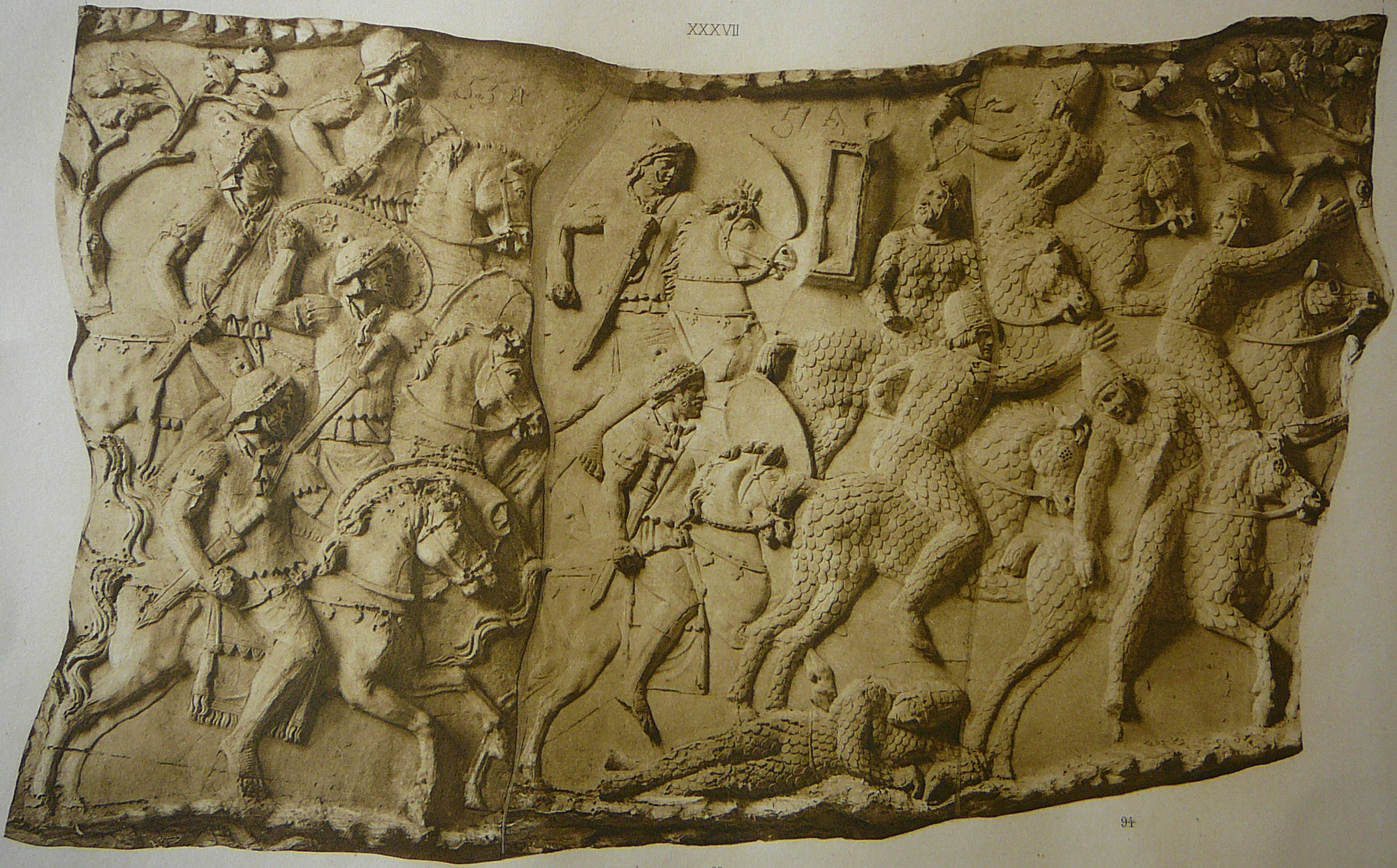
Římští equites zahánějí sarmatské katafrakty (vpravo) na útěk v jedné z bitev dáckých válek (výjev z Trajánova sloupu). Sarmati i jejich koně jsou celí pokrytí šupinovou zbrojí, koně mají navíc zvláštní chrániče očí

Katafrakt (řecky κατάφρακτος, katafraktos; latinsky clibanarius nebo cataphract(ari)us; středopersky grivpanvar) byl těžce ozbrojený a obrněný jezdec, původně užívaný Parthy a Sásánovci, poté i pozdní Římskou a následnou Byzantskou říší. Tyto jednotky byly pokládány za jezdeckou elitu starověku; ve středověké byzantské armádě byli katafrakti, zejména od dob Nikefora II. Foky (60. léta 10. století), počítáni za hlavní útočnou sílu.

## Název
Řekové nazývali tyto jezdce katafrakty kvůli jejich charakteristickému rysu (κατάφρακτοι, katafraktoi – „zcela krytí“) a inspirovali tím i pozdější latinský ekvivalent cataphractarii (pl.), který se v pramenech objevoval zejména v západní části Impéria. Ve východní části byl běžnější název clibanarii, což je slovo poněkud nejasného původu: předpokládá se odvození z řeckého termínu κλιβανοφόροι, klibanoforoi („nosící železná kamna“), snad jako připomínka zkušenosti s nošením kompletního brnění, jež se v horkém pouštním dnu rychle rozpálilo; ovšem byl i navržen výklad, že jde o latinskou zkomoleninu středoperského pojmu grīw-bān („chránič šíje, nákrčník“), resp. grīw-bān-wār („nositel chrániče šíje“, tj. rytíř, jezdec).

## Výzbroj, výstroj, taktika
Zbraní katafraktů bylo především kopí dlouhé 3,5 metru, které Řekové nazývali kontos (řecky κοντός, „bidlo“). Kontos byl často držen oběma rukama, což byl styl Sarmatů, ale sasánovští Peršané později upevňovali svá kopí k sedlům, takže sílu nárazu zachycoval kůň. Podle dobových autorů bývala kontoi tak těžká a dlouhá, že dovední jezdci jimi často dokázali v trysku probodnout (napíchnout) až dva lidi za sebou. Kromě toho jezdci byli vyzbrojeni mečem či dýkou, v některých případech palcátem.
Informace o výstroji katafraktů máme k dispozici z mnoha zdrojů. Muži nosili kovové přilby s řetízky nebo šupinami k ochraně krku a kovové obličejové masky s lidskými rysy. Zatímco ruce a nohy byly chráněny článkovým brněním, těla jezdců byla chráněna až půl cm silnými destičkami, tvořícími plátkové (šupinové) anebo lamelové brnění; dále se využívalo účinnější kroužkové brnění, popř. kombinace všech jmenovaných. Bronzové a železné šupinové brnění nalezené roku 1929 při vykopávkách v městě Dura Európos (na jihovýchodě dnešní Sýrie), bylo konstruováno tak, aby chránilo hřbet a boky koně. Přednost byla dávána brnění bronzovému, neboť při pocení koně měly železné šupiny tendenci rezavět. V tomto brnění byl na zádech ponechán otvor pro sedlo, přičemž trojúhelníkové destičky chránily i koňský ocas. Kryty hrudníku a kryt krku nebyly nalezeny, ale vyrobené z destiček si je lehce dovedeme představit, přičemž pozdní koňské masky s chrániči očí byly vykopány na různých místech římského osídlení. Koně, kteří měli nosit tuto zátěž, museli být velcí a silní – brnění katafraktů mohl nosit pouze dobře vykrmený kůň o výšce v kohoutku nad 1,5 m. Jak achaimenovští Peršané, tak Sarmati skutečně na konci prvního tisíciletí př. n. l. chovali koně, kteří odpovídali tomuto popisu.
Těžce obrnění katafrakti mohli útočit na jízdní lučištníky dokonce i tehdy, pokud ti ještě nevystříleli všechny své šípy a mohli také útočit klusem proti předním řadám pěchoty. Při útoku tvořili formace podobající se tvarem rozevřenému klínu. Jednotlivé formace čítaly 450–500 jezdců; uprostřed nich byli lučištníci na koních. V komnenovském období (12. století) docházelo k postupnému přebírání taktiky běžné u západního rytířstva, při které jezdci útočili v řadě s napřaženým kopím před sebou.

## V populární kultuře
Katafrakti jsou jednou z jednotek v počítačových hrách Age of Empires a Age of Empires II; v té první slouží jako vylepšení jízdy, v druhé pak jsou unikátní jednotkou Byzantské říše. Podobně je tomu tak i v Civilization V. Objevují se v dalších hrách, například v sérii Rome: Total War a Total War: Attila či Mount & Blade 2: Bannerlord.